# Kaci Brown

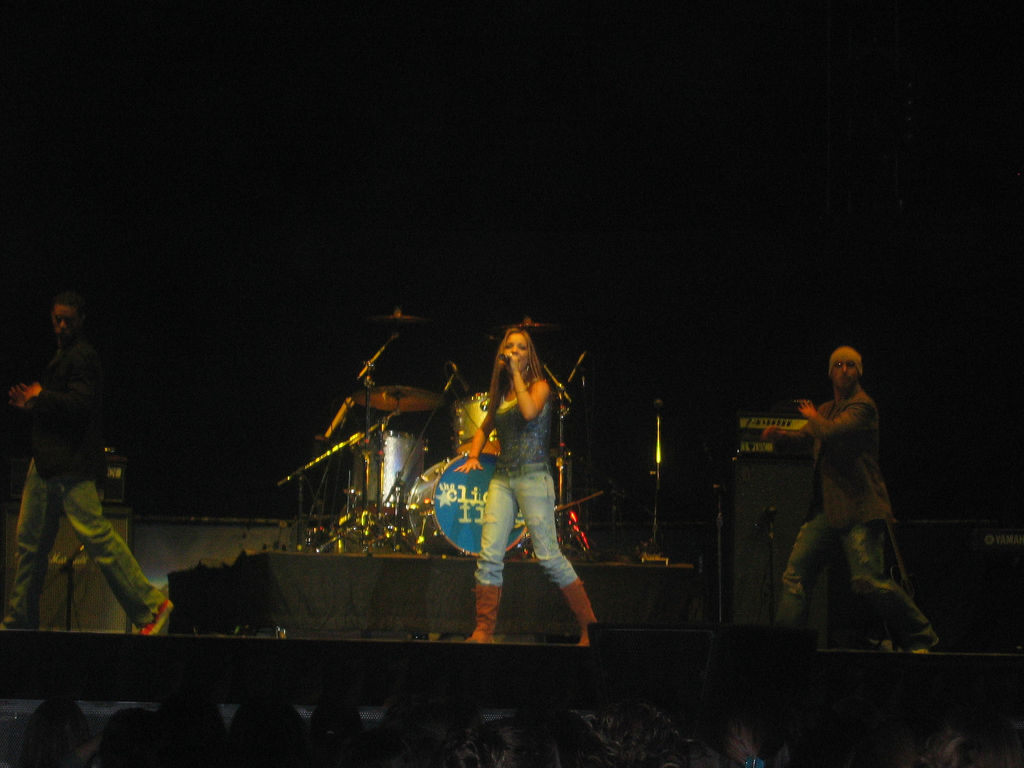
Kaci Brown (2005)

Kaci Deanne Brown (* 7. Juli 1988 in Sulphur Springs, Texas) ist eine US-amerikanische Sängerin, deren Musikgenre hauptsächlich Pop/R'n'B ist.

## Leben
Sie ist die Tochter von James Michael Brown und Annette Marie Thomas.
2005 veröffentlichte sie ihre Debütsingle Unbelievable, die es bis auf Platz 18 der MTV Total Request Live Charts schaffte. Außerdem schaffte es das Lied auf Platz 1 des US-amerikanischen Disney Radio. Browns Debütalbum Instigator wurde am 9. August 2005 in den USA veröffentlicht. Sie warb für ihr Album in verschiedenen Sendungen auf den US-amerikanischen Sendern MTV und ABC. Das Album wurde von Toby Gad und Kaci Brown produziert, die zehn der elf Lieder selbst schrieb. Das Album stieg auf Platz 13 der US-amerikanischen Top Heatseekers, die wöchentlich vom Billboard Magazine veröffentlicht werden. Ende 2005 tourte sie mit den Backstreet Boys. Januar 2006 tourte sie mit dem John Lennon Educational Tour Bus und gab den Kindern Tipps gute Lieder zu schreiben.
Im Januar stieg außerdem ihre Single Unbelievable mehrere Monate nach der Veröffentlichung in den Hot Dance Music/Club Play auf Platz 49 ein. Kurze Zeit später schaffte es das Lied bis auf Platz 27, aufgrund großer Werbung in Schwulen-Clubs. Im Mai wurde die zweite Single Instigator veröffentlicht, die Platz 9 der Dance-Charts erreichte. Ihre dritte Single My Baby sollte im August folgen, wurde dann aber doch nicht veröffentlicht.
Im Dezember 2006 lernte Kaci Aaron Carter kennen und kurz darauf wurden sie ein Paar. Im Herbst 2007 trennten sich Aaron Carter und Kaci Brown wieder.

## Diskografie

### Alben
- 2005: Instigator
- 2007: Inspirational

### Singles
- 2005: Unbelievable
- 2006: Instigator